# Sixte Ier
Pour les articles homonymes, voir Saint Sixte et Sixte.
Sixte Ier ou Xyste Ier (grec : Σίξτος, c. 42–126/128), également orthographié Xystus, est, selon la tradition catholique, le 7e évêque de Rome,. On considère traditionnellement qu'il a siégé de 115 jusqu'à sa mort en 125. Cependant, l'édition de 2012 de l'Annuaire pontifical retient les dates de 117 ou 119 à 126 ou 128.
Romain d'origine grecque, il succède à Alexandre Ier et est à son tour remplacé par Télesphore. Considéré comme saint par l'Église, il est fêté le 3 avril.

## Nom
Les documents les plus anciens utilisent l'orthographe Xystus (du grec ξυστός / xustós, « raclé, poli »), en référence aux trois premiers papes de ce nom. Le pape Sixte Ier est également le sixième pape après Pierre, ce qui conduit à penser que le nom « Sixte » est dérivé de sextus, le latin pour « sixième ».
Le « Xystus » mentionné dans le canon de la messe catholique est Xystus II, et non Xystus I.

## Biographie

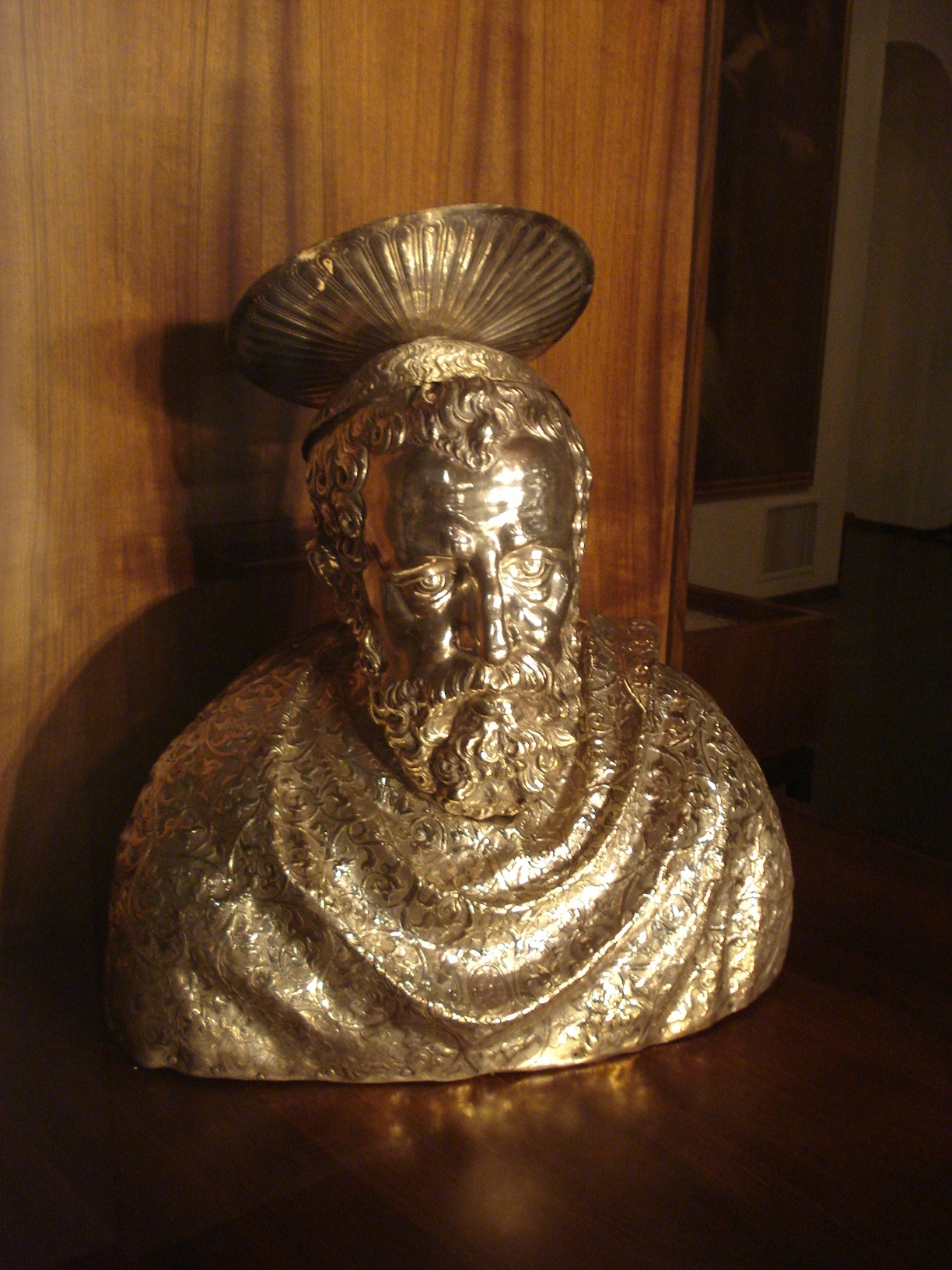
Buste reliquaire de Sixte Ier, vers 1596, Zadar.

On ignore tout de lui, bien que la tradition chrétienne des IVe et Ve siècles affirme qu'il est mort en martyr. Il est cependant considéré comme normal pour les chrétiens de cette époque que leurs prédécesseurs soient morts pour leur foi, mais rien historiquement ne vient prouver cette assertion.
L'Annuaire pontifical (2012) du Saint-Siège l'identifie comme un Romain de naissance. Il est le fils d'un certain Pastor, romain de la région de la Via Lata.
Selon le Catalogus Liberianus des papes, il sert l'Église sous le règne de l'empereur romain Hadrien « depuis le consulat du Niger et Apronianus jusqu'à celui de Verus III et Ambibulus », c'est-à-dire de 117 à 126. Eusèbe de Césarée mentionne dans sa Chronique que Sixte Ier a régné de 114 à 124, tandis que son Histoire ecclésiastique, utilisant un catalogue différent de papes, indique son règne de 114 à 128. Les érudits s'accordent à dire qu'il régna une dizaine d'années.
Les premières divergences entre l'Église de Rome et les Églises d'Orient remontent peut-être à l'époque de sa papauté. Irénée de Lyon rapporte que le pape Sixte Ier n'a pas imposé aux Églises qui célébraient Pâques selon le calendrier hébraïque, c'est-à-dire le 14e jour du mois de Nissan, de changer la date selon la pratique de l'Église de Rome.
Comme la plupart de ses prédécesseurs, Sixte Ier aurait été enterré près de la tombe de Pierre sur la colline du Vatican, bien qu'il existe différentes traditions quant à l'endroit où repose aujourd'hui son corps.
Le Catalogo Feliciano des papes et les différents calendriers des saints le citent comme martyr, mais comme il n'y a aucun détail sur le type de martyre, ni d'autres documents, le Calendrier Universel de l'Église ne l'inclut actuellement pas dans la liste des martyrs.

## Codification liturgique
Sixte Ier aurait institué plusieurs traditions liturgiques et administratives catholiques. Selon le Liber Pontificalis, il rend les trois ordonnances instituant que :
- personne, à l'exception des ministres du culte, ne peut toucher au calice et à la patène pendant la consécration ;
- les évêques appelés au Saint-Siège ne seront, à leur retour, reçus par leur diocèse que sur présentation de lettres apostoliques confirmant leur pleine communion avec le successeur de Pierre ;
- après la préface de la messe, le prêtre doit réciter le Sanctus avec l'assemblée[3].

C'est lui qui aurait institué le Carême.
Ces importantes innovations sont considérées toutefois comme légendaires, ayant eu lieu plus tard.
Deux lettres lui sont attribuées, sur la doctrine de la Trinité et sur la primauté de l'évêque de Rome, qui sont considérées comme apocryphes.

## Culte et reliques

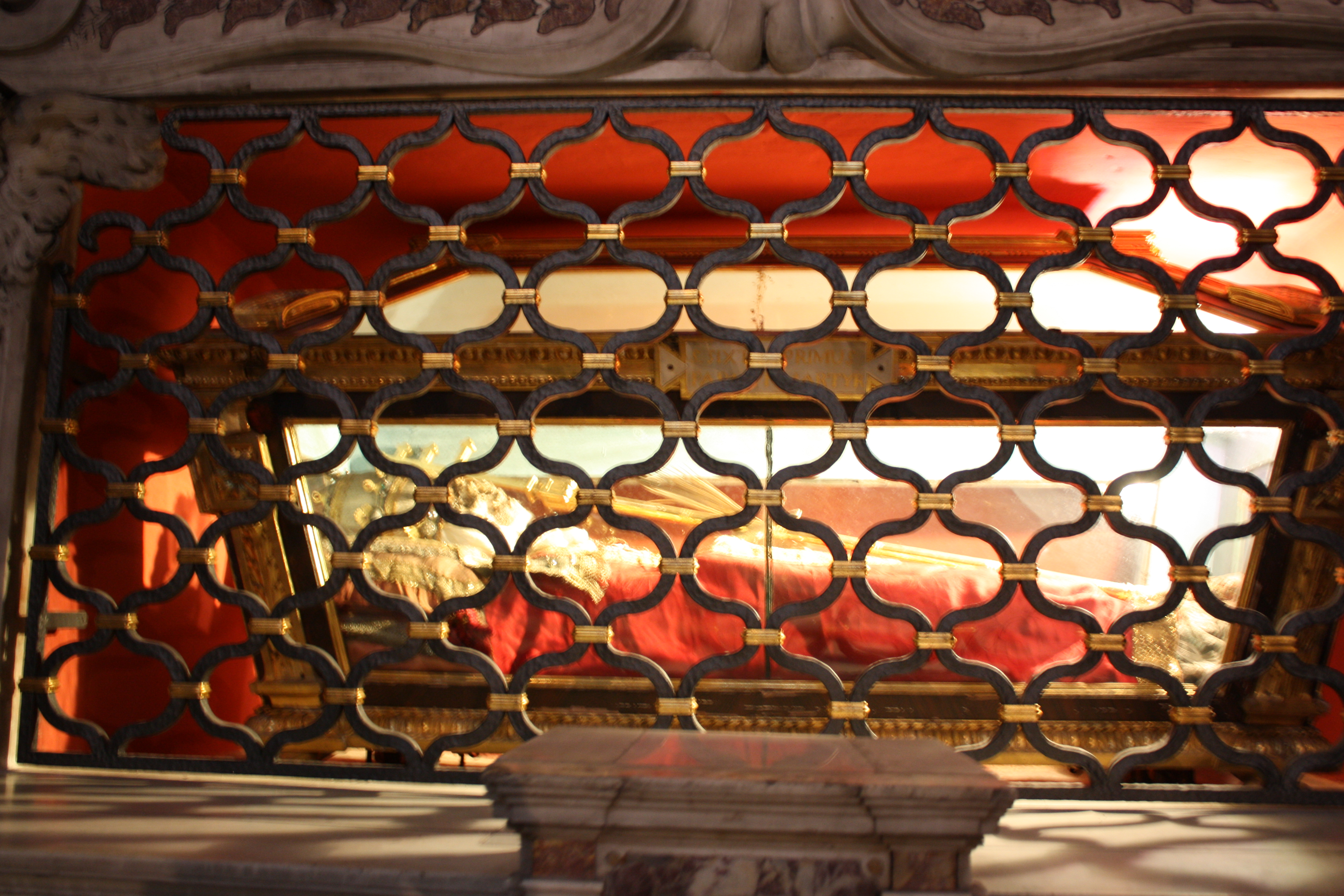
Corps de Sixte Ier conservé dans la cathédrale de Savone.

Sixte Ier est vénéré comme saint patron d'Alife et d'Alatri, dans le diocèse d'Alife-Caiazzo et le diocèse d'Anagni-Alatri.
À Alife, une crypte romane abrite les reliques du pape Sixte Ier, apportées par Rainolf d'Alife. Ses reliques sont aussi dans la cocathédrale San Paolo d'Alatri. Depuis le Moyen Âge, jusqu'à il y a quelques années, la question des reliques divisait les villes d'Alife et d'Alatri, qui croyaient chacune détenir le corps entier de saint Sixte. Des études menées à Alife et à Alatri dans les années 1980, montrent que les deux villes possèdent environ 50 % du corps du Saint.
Ces traditions locales ont de solides origines médiévales. À Alatri, un récit historique datant du XIVe siècle affirme qu'en 1132 une partie des restes du pape aurait été transférée dans la cathédrale. Ces restes ont été retrouvés en 1584 et sont conservés dans une urne en plomb portant l'inscription « Hic reconditum est corpus S. Xysti PP. Primi et Martiris » et dans la cathédrale Santa Maria Assunta d'Alife. Après avoir effectué un jumelage en 1984 entre les deux diocèses, la dévotion commune pour le saint pontife fait en sorte que, chaque année, un groupe d'Alifans se rend en visite officielle à Alatri, le mercredi à Albis (jour où la ville du Latium célèbre le saint patron) et, de même, les Alatrini se rendent à Alife dans l'après-midi du 10 août pour y rester pendant les jours de fête.
Alban Butler dans sa Vies des Saints (6 avril) précise que Clément X a donné certaines de ses reliques au cardinal de Retz, qui les a déposées dans l'abbaye Saint-Michel de Saint-Mihiel en Lorraine.
D'autres reliques sont conservées dans la basilique San Sisto Vecchio, sur la voie Appienne, où, sur le mur gauche de l'église, derrière une plaque, est muré un cercueil les contenant, avec celles d'autres martyrs.
Il semble également que la tête et une grande partie du corps soient conservées à Savone dans la cathédrale Nostra Signora Assunta, dans un écrin situé au-dessus de l'autel de la chapelle située à la tête de la nef latérale droite. Les reliques, comme le signale une plaque apposée sur le mur gauche de la chapelle, furent données sous le pontificat du pape Paul V et transférées à Savone le 12 août 1612, d'abord à l'église San Giacomo, puis, à la cathédrale en 1801 et placées dans leur position actuelle en 1814.